# The Running Collective
 (mars 2022).
Il peut être nécessaire de l'améliorer pour respecter le principe de neutralité de point de vue. Veuillez consulter la page de discussion pour plus de détails.

The Running Collective est une entreprise fondée en avril 2020 par trois membres de l'association Tempo Run Club (TRC), connue dans la sphère de l'athlétisme français pour ses contenus à caractère médiatiques et humoristiques sur les réseaux sociaux. L'entreprise The Running Collective se présente comme un site internet comparateur de produits d'athlétisme et de running (chaussures et textile). Ce site web référence la plupart des grands distributeurs et marques du marché du running (notamment i-Run, Alltricks, Top4Running, Nike, Adidas ou Asics...) et fonctionne grâce à un algorithme, qui permet à l'utilisateur, pour un produit donné, de trouver le prix le plus bas proposés par les différents revendeurs[réf. souhaitée].

## Histoire

### Tempo Run Club
L'association Tempo Run Club est fondée en avril 2017 par un petit groupe d'athlètes bretons. Au même titre que des médias comme RUN'IX ou Stadion, Tempo Run Club se fait connaître par le biais des réseaux sociaux, Facebook et Instagram en particulier, en publiant des contenus d'actualité de manière décalée, inspiré notamment par des magazines tels que So Foot. Une communauté se crée ainsi autour de « TRC », qui développe peu à peu de nouvelles activités, notamment l'organisation d'événements caritatifs (dont un relais 4 × 1 000 m en faveur de la Fondation de France pendant le confinement) et de meetings d'athlétisme.

### The Running Collective
Trois ans après la création de l'association Tempo Run Club, l'entreprise The Running Collective (dont les initiales TRC font référence à ceux de l'association) voit le jour. Fondée par trois membres de Tempo Run Club, The Running Collective se présente alors comme une plateforme réunissant plusieurs activités, du référencement d'articles de running à la production de textiles de course à pied, dont le but est de « répondre à tous les besoins des athlètes » sur un seul site web. En septembre 2020, The Running Collective lance la première version de son site web[réf. souhaitée]. En octobre 2021, l'entreprise présente une deuxième version, cette fois-ci uniquement centrée sur l'aspect « comparateur de produits » de running, référencés par des distributeurs et marques partenaires de TRC[réf. souhaitée]. Son fonctionnement s'inspire de celui d'autres comparateurs de prix comme Dealabs ou StockX[réf. souhaitée]. En octobre 2021, les pages réseaux sociaux de The Running Collective et Tempo Run Club fusionnent[réf. nécessaire], laissant place à un seul écosystème « TRC ».